# Strafe-jumping
Le strafe-jumping est une technique utilisée pour augmenter la vitesse d'un joueur dans les jeux vidéo basés sur le moteur du jeu Quake. La technique est courante chez les joueurs de jeux de tir à la première personne (FPS).

## Histoire
Le strafe-jump est le résultat d'un bug dans la base du code du jeu de tir à la première personne Quake en 1996, mais il fut décidé par la suite d'être conservé intact, car il était devenu une technique standard utilisée par les joueurs. Le bug lui-même repose sur les mathématiques : en appuyant sur une touche directionnelle (gauche ou droite), le jeu ajoute un vecteur unité dans cette direction à la vitesse de déplacement du joueur. La somme finale (côté plus avance), cependant, n'est jamais normalisée ; cela signifie qu'en éloignant l'avatar du vecteur cinétique actuel, mais à moins de 90 degrés de celui-ci, le joueur peut dépasser sa propre vitesse maximale.

## Méthode
Le strafe-jump nécessite une combinaison spécifique avec la souris et le clavier. La technique exacte dépend du jeu lui-même. Dans plusieurs jeux, il y a des cartes entières (maps) consacrées à cela (mod DeFRaG dans Quake III), tout comme des parcours d'obstacles.
Les contrôles sont généralement les suivants :
1. Le joueur appuie sur la touche d'avance, se préparant à faire le premier saut.
2. Tout en relâchant la touche avant, le joueur saute et appuie sur la touche de direction gauche ou droite (il strafe). Les mouvements de strafe et le saut doivent être effectués en même temps et la touche de saut immédiatement relâchée après.
3. Pour obtenir une accélération et une vitesse maximales, le joueur doit maintenant déplacer la souris graduellement au degré correct (c'est-à-dire, tourner) dans la direction du strafe (gauche ou droite), tout en maintenant la touche avant enfoncée et en sautant régulièrement.
4. Pour les sauts successifs, le joueur saute immédiatement à l'atterrissage (comme dans le bunny hopping), en inversant la direction du strafe ainsi que la direction de la souris si nécessaire pour éviter les obstacles.

Effectué correctement, cela augmentera la vélocité du joueur avec des sauts successifs. Maîtriser cette technique nécessite beaucoup de pratique. Le saut de strafe séquentiel est principalement une question de mémoire musculaire (en), comme l'angle maximal du mouvement de la souris augmente légèrement avec des sauts consécutifs.
Une autre façon d'augmenter la vitesse de saut dans Quake III est un saut en cercle (circle jump) où le joueur dépasse 500 unités par seconde (la vitesse de course standard est de 320 unités/s).
Dans certains jeux basés sur le moteur de Quake III, tels que Call of Duty et Wolfenstein: Enemy Territory, des augmentations fractionnaires de la hauteur de saut peuvent être obtenues en jouant le jeu à un taux d'images par seconde (frame rate) plus élevé.

## Circle jump
Le circle jump (saut en cercle) est l'action exécutée par le joueur au début du saut en strafe, ce qui donne une soudaine augmentation de la vitesse, par opposition à une accélération avec un saut régulier en strafe. Cette technique est celle qui a le mieux fonctionné dans les jeux basés sur le Quake engine.
Les mouvements sont les suivants :
1. Le joueur se tient à environ 90 degrés de la direction dans laquelle il a l'intention de se déplacer.
2. Le joueur maintient la touche avant, la touche de strafe gauche ou droite (selon la direction qu'il veut prendre), et tourne à 45 degrés dans le sens opposé. (Le joueur aura tourné 135 degrés de sa position d'origine)
3. Le joueur continue ensuite en sautant en strafe.